# Топотаксія
Топотаксія (рос. топотаксия, англ. topotaxy, нім. Topotaxie f) – орієнтовані в трьох напрямках зростання мінералів з подібними структурами. 
Термін «topotaxy" був введений Lotgering і Gorter. Включає в себе "всі хімічні твердофазні реакції, які призводять до орієнтацій кристала, які корелюють з орієнтаціями кристала у вихідному продукті". Необхідні умови для топотаксії: (1) тривимірне узгодження між реагентом і продуктом; (2) більшість атомних позицій залишаються нерухомими. 